# ナカジマノブ
ナカジマ ノブ（1966年9月20日 - ）は、日本のヘヴィメタル・バンド人間椅子のドラマー・ボーカリストである。

## 略歴
1966年9月20日、東京都中野区に生まれる。
1988年に源学らとともに「GEN」結成。翌1989年2月25日、平成名物TV三宅裕司のいかすバンド天国に出場して2代目イカ天キングを勝ち取り、1990年5月21日にInvitationからシングル『バラ色の人生』を発売しメジャー・デビュー。1992年解散。
1996年5月に「ドミンゴス」に加入、同年9月21日に日本コロムビアのTRIADレーベルからシングル『ウ・フ・フ』で二度目のメジャー・デビュー。
2003年、事務所移籍に伴いドミンゴスのリーダーとなるも、同年5月、ドミンゴスを脱退。
2004年1月9日に当時の渋谷NESTで開催されたドミンゴスの毎年恒例のワンマンライブ「一休の日」にゲスト出演し、ドミンゴスへの復帰を発表。同年4～5月に解散ツアーを行い、ドミンゴス解散。翌6月、「人間椅子」に4代目ドラマーとして加入。
2006年9月20日、下北沢CLUB Queで開催した自身の企画イベント「ナカジマノブ博'06」にてドミンゴス再結成を発表。ちなみにこのイベントは9月18日～9月20日の3日間開催されており、人間椅子も初日の9月18日に出演している。

## 人物
- A型、身長170cm。杉並第八小学校出身。東邦大学理学部理学科卒[3]。
- 出生時は東中野に住んでいたが、翌年に父の実家である高円寺に転居。その後上石神井の都営団地に9年ほど住んでいた時期があるが、1978年に再び父の実家へ戻り、以来現在に至るまで高円寺在住[3]。
- ダム巡りも趣味の一つでダムカードをコレクションしている。
- 日野日出志に関しては原画なども多数所有する日本有数のファンである。
- 学生時代アニメーション研究会を作ったほどのアニメ好きでもあり、腕時計など様々なアイテムの収集癖を持つ。
- 小学生の頃、自宅で開いた誕生会に来てくれた初恋の女の子から「化学者になって公害を無くしてください」という手紙をもらったのをきっかけに化学者を志し、東京大学教育学部附属中学校～同附属高校へと進学したが、高校2年生の頃バンドを組み、出場した大会でベストドラマー賞を受賞したのをきっかけに、バンドマンとなることを決意[3]。
- 人間椅子のリハにはバンド加入前の2003年末から参加。2回目のリハでメンバーの和嶋慎治、鈴木研一から人間椅子への加入を打診されたが、当初はこれまでやってきた音楽との方向性の違いによって応援してくれているファンを戸惑わせてしまうのではないかという思いから、正式加入を決断できなかった。しかし、2004年4月からアルバム「三悪道中膝栗毛」のレコーディングに参加し、和嶋と鈴木のグルーブセンスに感銘を受け、正式加入を決断[4]。
- 人間椅子のライブでの扮装は、リーゼントに鯉口シャツ。
- 2003年5月のドミンゴス脱退直後より積極的にソロ活動を行い、ソロイベント「ナカジマノブ with Favorite Friends Special Live Show」や、「ナカジマノブ博」など、自主企画イベントを定期的に開催している。
- 前述の人間椅子、ドミンゴスの他にも、「華吹雪」、「Theゆうたろうバンド」、「最鋭輝隊」など数々のバンドに参加し、月に何本ものステージをこなす。人間椅子の全国ツアーの中日に別バンドのライブに出演することも少なくない。
- 2003年12月～2004年4月にかけて、音楽番組でPUFFYのバックバンドとして数回演奏[5]。